# Prada Marfa
Prada Marfa è un'installazione permanente realizzata dagli artisti danesi Elmgreen & Dragset, situata a 2,3 chilometri a nord-ovest di Valentine, nella contea di Jeff Davis, in Texas, nei pressi della U.S. Route 90, e a circa 60 km a nord-ovest della città di Marfa. L'installazione è stata inaugurata il 1º ottobre 2005. L'opera, realizzata con la collaborazione degli architetti statunitensi Ronald Rael e Virginia San Fratello, è costata 80.000 dollari e non avrebbe dovuto mai essere manutenuta, prevedendo, quindi, un lento degrado che la integrasse nel paesaggio naturale desertico circostante. Tale proposito fu abbandonato quando, tre giorni dopo l'inaugurazione dell'opera, ignoti la vandalizzarono con graffiti all'esterno, facendo irruzione all'interno e rubando borse e scarpe.

## L'opera

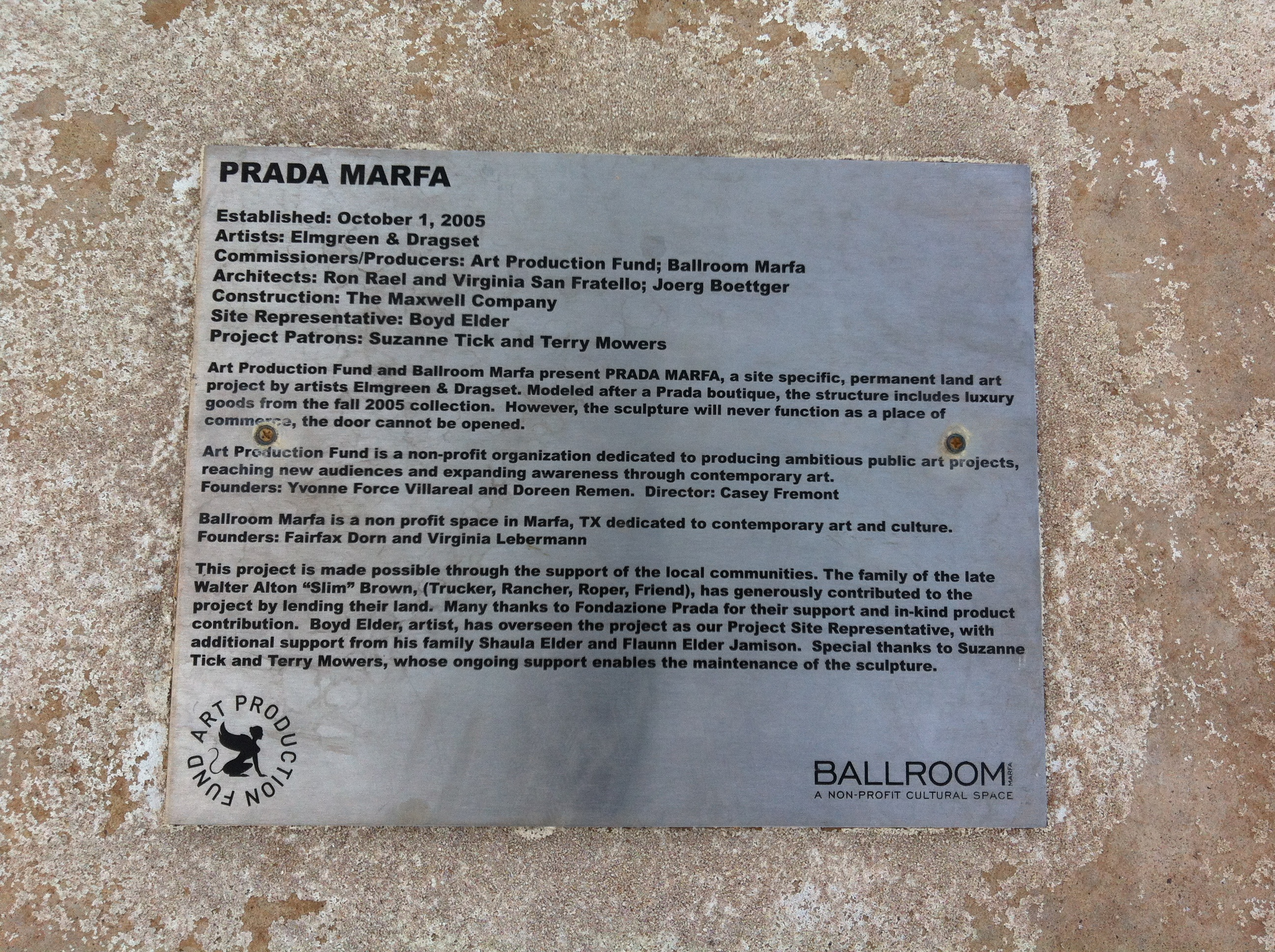
Targa Prada Marfa, marzo 2012

Progettata per assomigliare ad un negozio Prada, l'edificio è fatto di "mattoni, intonaci, vernici, vetro, telai in alluminio, MDF e moquette". Sul fronte anteriore della struttura ci sono due grandi vetrine che permettono la visuale su reali accessori Prada, scarpe e borse scelte e fornite da Miuccia Prada e facenti parte della collezione autunno/inverno 2005. L'azienda milanese ha inoltre concesso ad Elmgreen e Dragset il permesso di utilizzare il marchio Prada per la realizzazione dell'opera.
Gli artisti hanno definito Prada Marfa un "progetto di arte del paesaggio pop-architettonica".
Sul muretto che corre intorno alla base dell'edificio centinaia di persone hanno lasciato numerosi biglietti da visita, fermati con dei sassi.

## L'episodio di vandalismo

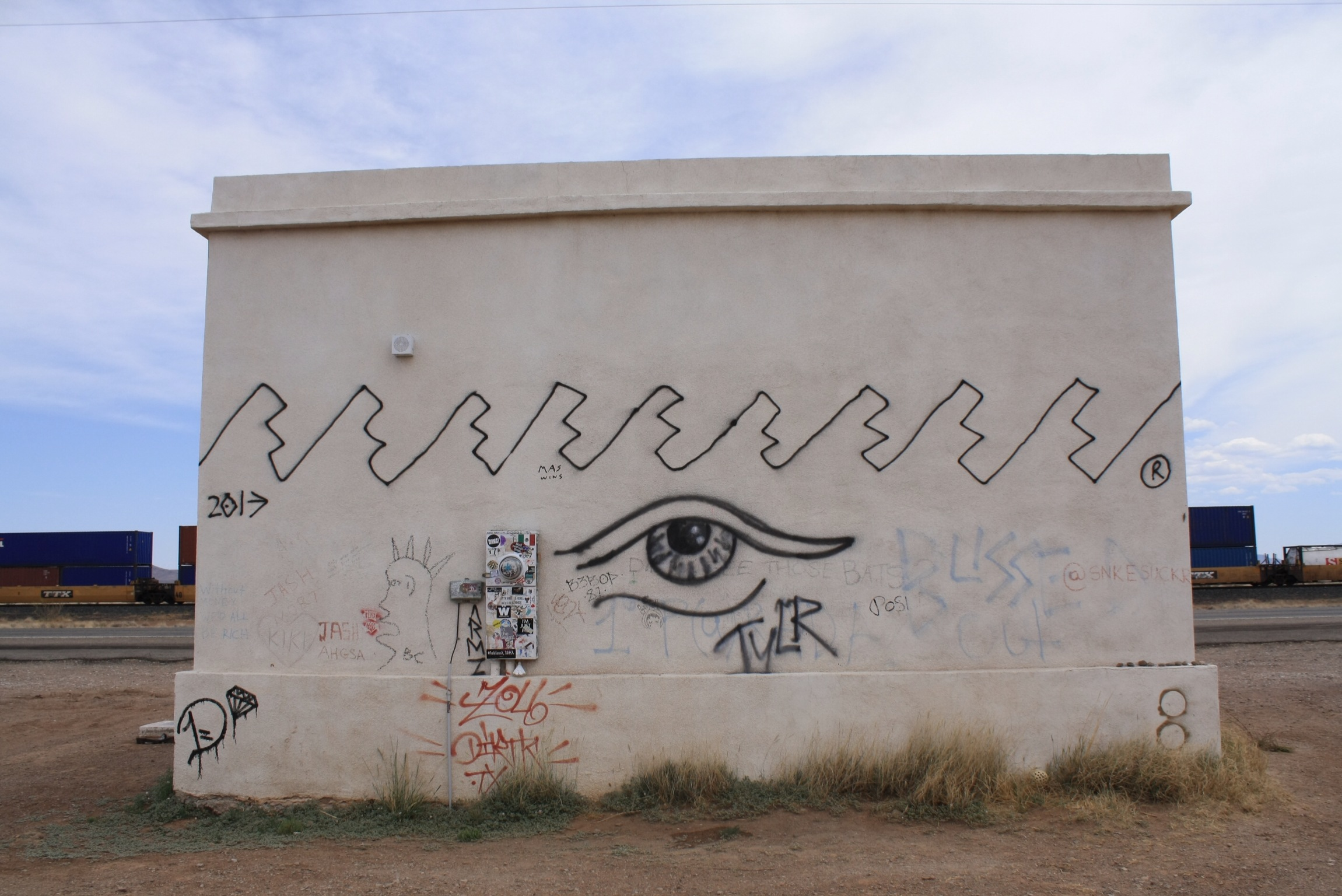
Graffiti sul retro di Prada Marfa, maggio 2013

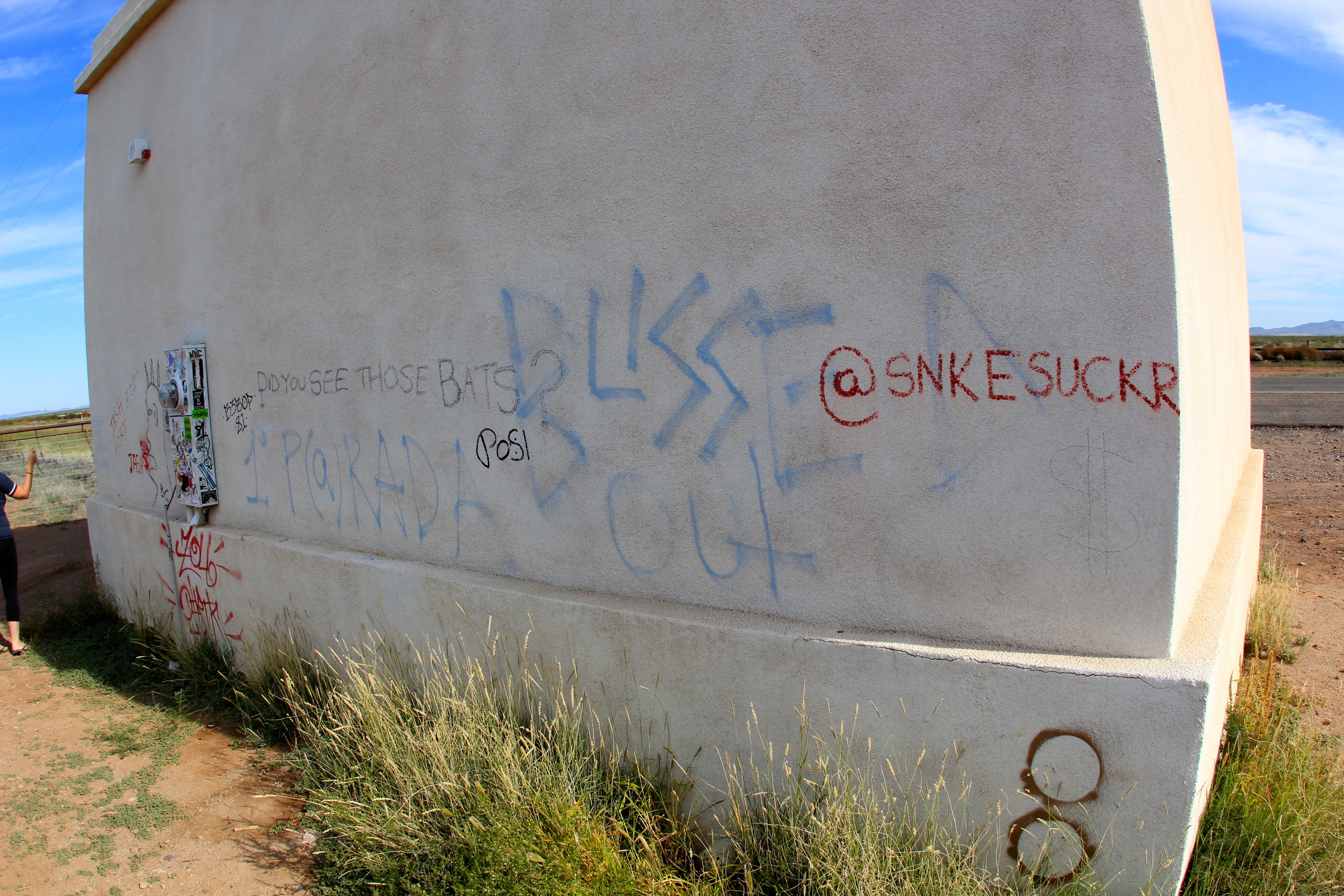
Graffiti sul retro di Prada Marfa, ottobre 2012

Pochi giorni dopo il completamento, l'installazione fu oggetto di vandalismo. L'edificio venne danneggiato e depredato di tutto il suo contenuto (sei borse e quattordici paia di scarpe), e la parola "dumb" ("stupido" in inglese) e la frase "dum dum" furono scritte con vernice spray sui muri della struttura. La struttura è stata subito riparata, ridipinta ed il suo contenuto ripristinato. Le nuove borse Prada esposte nelle vetrine del Prada Marfa hanno un sistema di sicurezza pronto ad allertare la polizia qualora venissero spostate.